# A Flirt's Mistake
A Flirt's Mistake è un cortometraggio muto statunitense del 1914 diretto da George Nichols.